# Allargando
Allargando is een muziekterm die letterlijk breder worden betekent. De term slaat op zowel tempo als muzikale voordracht: allargando betekent dat het stuk zich moet ontwikkelen naar een 'breder' en 'langzamer' tempo dan het voorgaande gedeelte, waardoor het meer 'majestueus' gaat klinken.
Omdat dit een 'proces' betreft van een plek naar een andere plek in de tijd, heeft allargando doorgaans geen metronoomgetal, al kan wel een nieuw tempo waarin het allargando uitmondt met een nieuw metronoomgetal worden aangeduid. De aanwijzing slargando heeft dezelfde betekenis als allargando.